# Les Kiriki, acrobates japonais
Pour plus de détails, voir Fiche technique et Distribution.
Les Kiriki, acrobates japonais est un film français réalisé par Segundo de Chomón, sorti en 1907.

## Synopsis
Onze personnes (4 hommes, 4 femmes, 2 adolescents, 1 enfant), costumées en Japonais, s'avancent et s'inclinent devant la caméra pour saluer le public de cinéma. Elles se livrent ensuite à une douzaine de portés acrobatiques qui défient les lois de la pesanteur. Puis, elles saluent et sortent du champ.

## Fiche technique
- Titre : Les Kiriki, acrobates japonais
- Réalisation : Segundo de Chomón
- Production : Pathé Frères
- Durée : 2 minutes 36 secondes
- Format : 35 mm, noir et blanc colorisé au pinceau image par image, muet
- Pays :  France
- Date : 1907

## Analyse
Segundo de Chomón est d'origine espagnole. Après avoir travaillé dans ce pays, il est attiré en France par Charles Pathé qui le considère comme un concurrent possible de Georges Méliès. Il s'est en effet spécialisé dans les trucages, et il en développera plusieurs.
Ici, mis à part la présentation des acrobates devant un fond noir et des éléments de décoration japonisants, tous les autres plans sont tournés avec une caméra installée en hauteur sur un praticable (un échafaudage), en plongée totale, l'axe de prise de vues de son objectif étant vertical. Les acrobates sont cette fois allongés sur le sol peint en noir, auquel on a ajouté couchés les éléments de décor. Les soi-disant acrobates se tortillent pour exécuter des portés acrobatiques ahurissants qui ne présentent cependant aucun risque puisque tous sont étendus à terre. C'est ainsi qu'un enfant supporte en extension quatre hommes dont le poids l'écartèlerait s'il n'y avait ce trucage. Avant-dernière fantaisie : le gamin porte négligemment sur l'épaule une barre sur laquelle les quatre hommes se tiennent debout, vacillant pour faire croire qu'ils ont du mal à garder leur équilibre. « Les comédiens, pas plus acrobates que quiconque, se contorsionnent couchés à même le sol et exécutent des tours de force absolument renversants, c’est le cas de le dire, comme celui où le plus petit, un enfant, porte sur sa tête l’empilement en forme de sapin de Noël, de toute sa famille, dix personnes bien nourries... »